# A Morte de um Apicultor
A Morte de um Apicultor - em sueco En biodlares död - é um romance escrito por Lars Gustafsson, e publicado originalmente em 1978 pela editora Norstedt.

## Enredo
Lars Westin é um ex-professor na reforma, depois de ter sido encerrada a escola em que trabalhava em Väster Våla. É divorciado, e vive sozinho numa casa de campo, dedicando-se a tratar dumas colmeias. Tem um cancro incurável, e está condenado a uma morte prematura e próxima. Deixa-nos três cadernos com apontamentos. 